# Šidélko kroužkované
Šidélko kroužkované (Enallagma cyathigerum) je druh šidélka s rozsáhlým výskytem v celé Evropě a severní Asii. V ČR se vyskytuje téměř všude, jedná se o jedno z našich nejčastějších šidélek.

## Popis

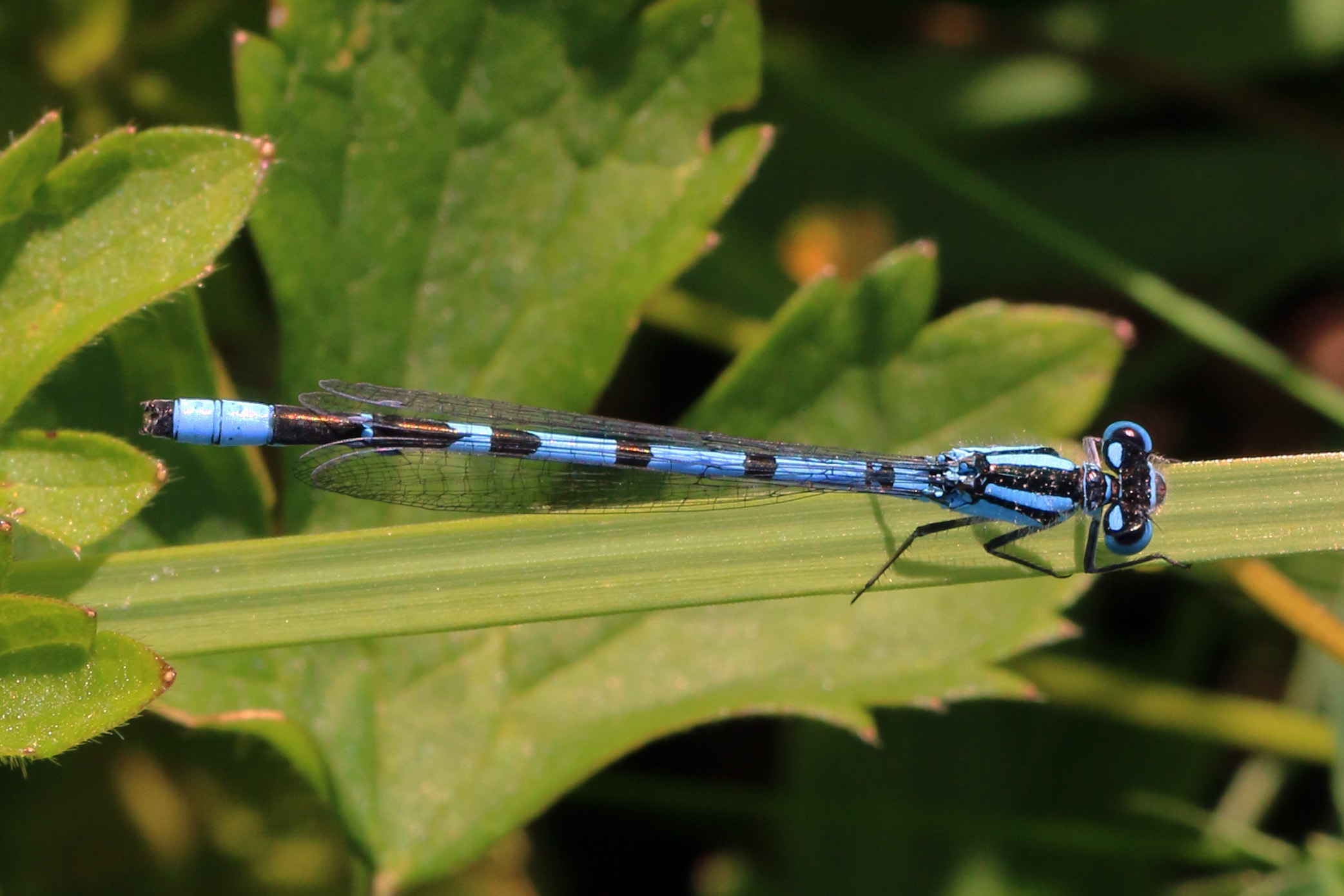
Dospělý samec

Jde o šidélko s výrazně modrým zbarvením a délkou těla mezi 29–36 mm. Na boku hrudi se vyskytuje jeden černý pruh. Zbytek hrudi je jednobarevný, u samců modrý, u samic se zbarvení může lišit, obvykle je zelené nebo modré. Na druhém zadečkovém článku samců se nachází charakteristická černá skvrna spojená stopkou se třetím zadečkovým článkem. U samců dominuje modrá barva, přičemž černé skvrny jsou přítomny pouze na zadní pětině zadečkových článků.

## Rozšíření
Šidélko kroužkované je rozšířené po celé Evropě s výjimkou Islandu. Vyskytuje se především u stojatých vod včetně přehrad, lomů a pískoven, ale vyvíjet se může i v pomalu tekoucích vodách. Dospělá šidélka tohoto druhu létají od dubna do října.

## Chování
Šidélko kroužkované se rojí za slunečných podmínek nad vodní hladinou. Snadno se usazuje na vznikající vegetaci a je agresivní vůči ostatním, dokáže odehnat dokonce i větší druhy. Kopulace trvá kolem 20 minut, a to často mimo vodu. Vejce kladou do okolní vegetace, obvykle v tandemu. Larvy pak přežívají mezi ponořenou vegetací.

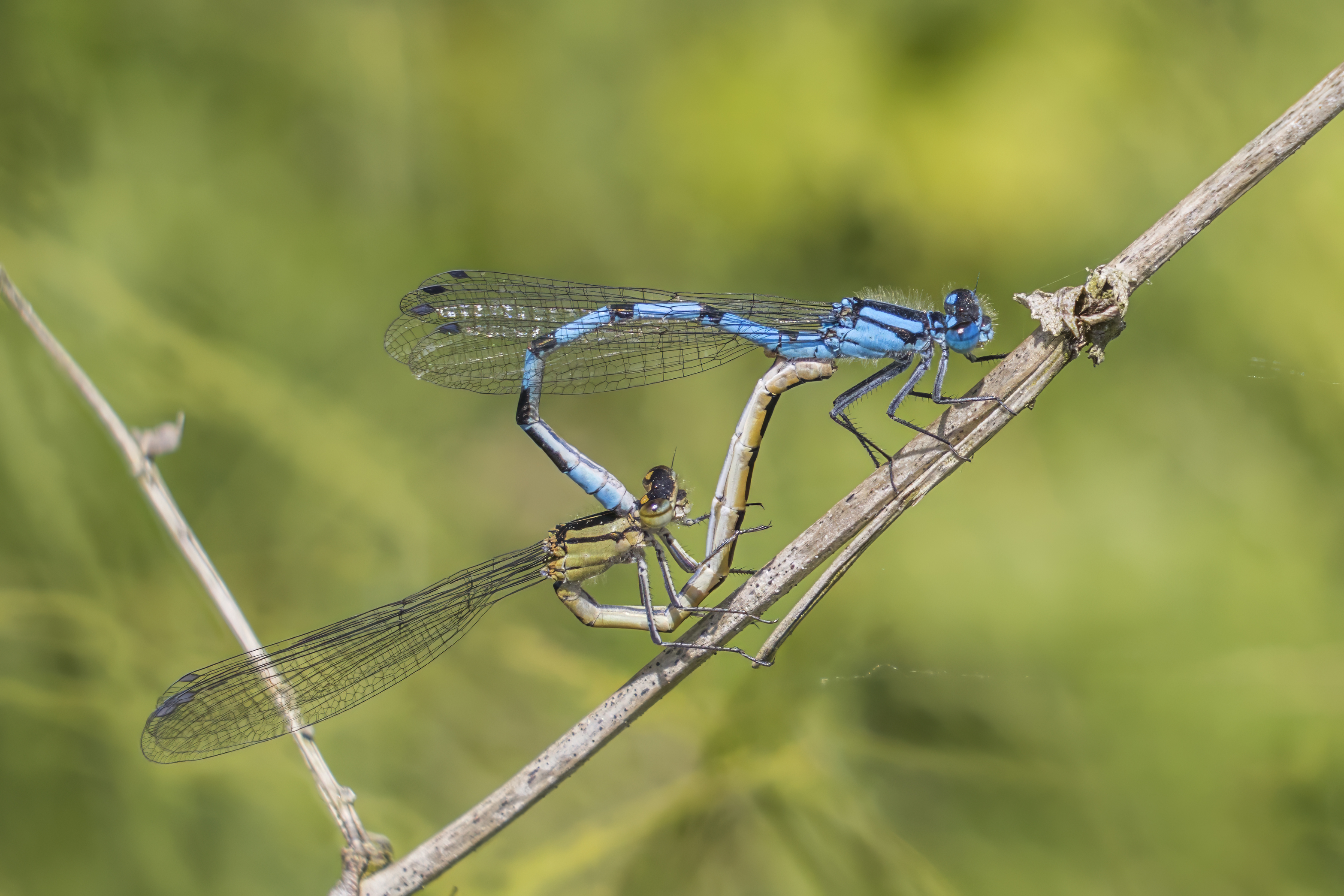
Páření
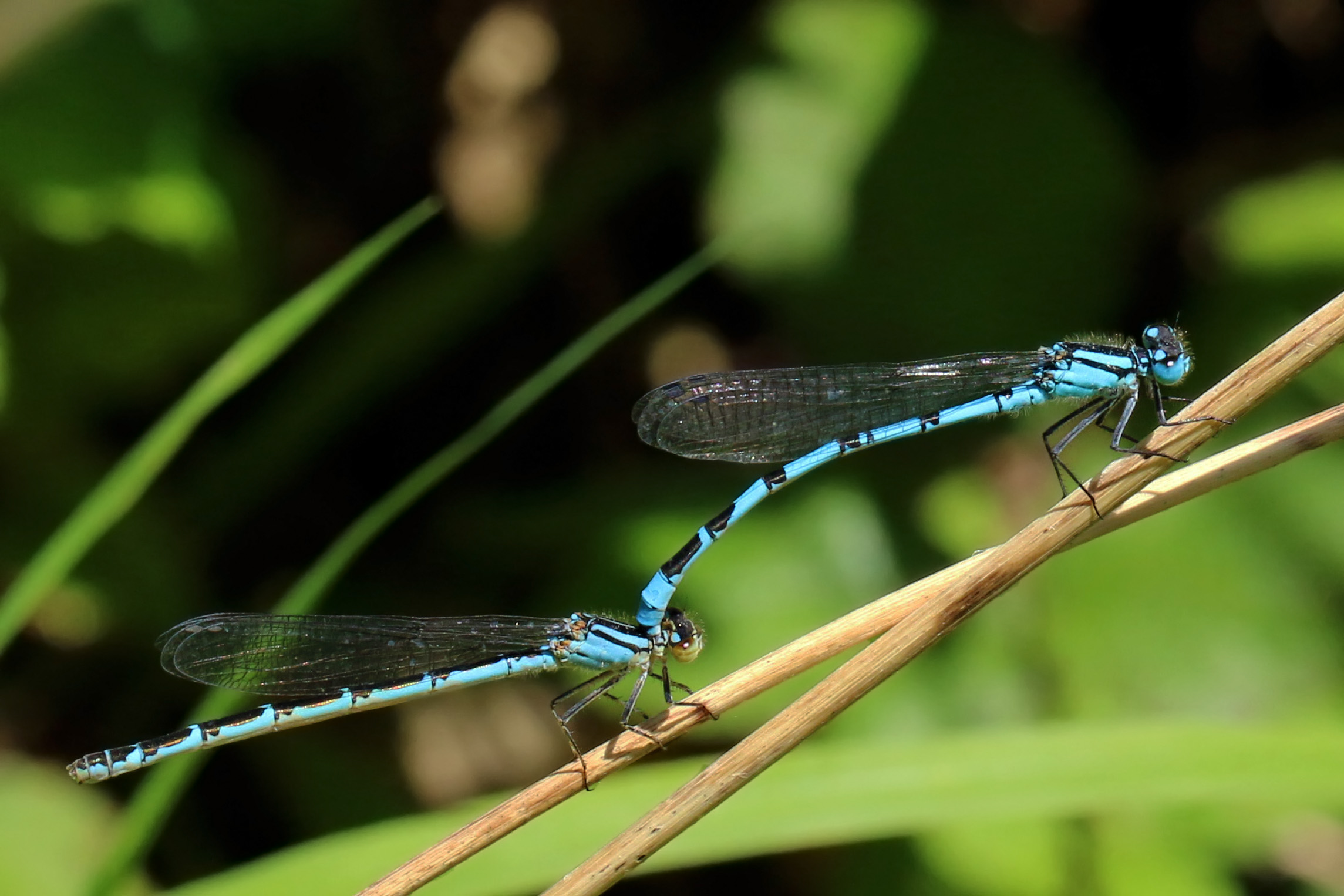
Páření v tandemu